# وانغ شوانشوان
وانغ شوانشوان (بالصينية: 王玄玄) (مواليد 26 يناير 1990) هو ملاكم صيني، مثّل بلاده في الألعاب الأولمبية الصيفية 2012.

## روابط خارجية
وانغ شوانشوان على موقع بوكس ريك (الإنجليزية) (registration required)
- وانغ شوانشوان على موقع اللجنة الأولمبية الدولية (الإنجليزية)
- وانغ شوانشوان على موقع أوليمبيديا (الإنجليزية)